# دریاچه سان بیل
سان بیل یکی از بزرگترین دریاچه‌های جنوب آسام در هند است. این در منطقه کریم‌گنج، ایالت آسام واقع شده است.